# کیمو لئوپولدو
کیمو لئوپولدو (انگلیسی: Kimo Leopoldo؛ زادهٔ ۴ ژانویهٔ ۱۹۶۸) ورزشکار هنرهای رزمی ترکیبی و تکواندوکار اهل ایالات متحده آمریکا است. وی بین سال‌های ۱۹۹۴ تا ۲۰۱۱ میلادی فعالیت می‌کرد.
از فیلم‌ها یا برنامه‌های تلویزیونی که وی در آن نقش داشته‌است می‌توان به گلوله و مشکل سگ اشاره کرد.